# Liste der Countys in Nebraska
| Der US-amerikanische Bundesstaat Nebraska ist in 93 Countys unterteilt. Die offizielle Abkürzung des Staates Nebraska lautet NE, der FIPS-Code ist 31. Der FIPS-Code für jedes einzelne County beginnt also stets mit 31, an die jeweils eine dreistellige Zahl angehängt wird. Die Angaben der Bevölkerungszahlen basieren auf der Volkszählung im Jahr 2010. | Sioux Dawes Box Butte Sheridan Cherry Keya Paha Brown Rock Holt Boyd Knox Ante- lope Pierce Wayne Cedar Dixon Dakota Thurston Burt Wash- ington Douglas Sarpy Cass Otoe John- son Ne- maha Richard- son Pawnee Gage Jeffer- son Thayer Nuck- olls Web- ster Frank- lin Har- lan Furnas Red Willow Hitch- cock Dundy Chase Perkins Keith Deuel Cheyenne Kimball Banner Scotts Bluff Morrill Garden Arthur Grant Hooker Thomas Blaine Loup Gar- field Whee- ler Boone Madi- son Stan- ton Cu- ming Dodge Saun- ders Lan- caster Saline Fill- more Clay Adams Kear- ney Phelps Gos- per Frontier Hayes Lincoln McPherson Logan Custer Dawson Buffalo Hall Ha- mil- ton York Seward Butler Col- fax Platte Nance Greeley Valley Sher- man Howard Merrick Polk |

| County       | FIPS-Code | County Seat   | Gründung | Ursprung                                          | Namensherkunft | Einwohner 2010 | Fläche     | Karte |
| ------------ | --------- | ------------- | -------- | ------------------------------------------------- | --- | -------------- | ---------- | ----- |
| Adams        | 001       | Hastings      | 1867     | Indianerland                                      | John Adams (1735–1826) – zweiter Präsident der USA (1797–1801)                                                                           | 31.364         | 1.459 km²  |       |
| Antelope     | 003       | Neligh        | 1871     | Indianerland                                      | Häufiges Vorkommen von oft als Antilopen bezeichneten Gabelböcken                                                                        | 6.685          | 2.220 km²  |       |
| Arthur       | 005       | Arthur        | 1887     | Indianerland                                      | Chester A. Arthur (1829–1886) – 21. Präsident der USA (1881–1885)                                                                        | 460            | 1853 km²   |       |
| Banner       | 007       | Harrisburg    | 1888     | Cheyenne County                                   | Benannt nach der Hoffnung der ersten Siedler, dass das County das „Banner County“ des Staates sein möge                                  | 690            | 1.933 km²  |       |
| Blaine       | 009       | Brewster      | 1885     | Indianerland                                      | James G. Blaine (1830–1893) – US - Senator (1876–1881), Außenminister (1881, 1889–1892) und Präsidentschaftskandidat im Jahr 1884        | 478            | 1.841 km²  |       |
| Boone        | 011       | Albion        | 1871     | Indianerland                                      | Daniel Boone (1734–1820) – Pionier aus Kentucky                                                                                          | 5.505          | 1.779 km²  |       |
| Box Butte    | 013       | Alliance      | 1887     | Dawes County                                      | Benannt nach einem quaderförmigen (engl.: box shaped) Monolithen (engl.: Butte) im County                                                | 11.308         | 2.785 km²  |       |
| Boyd         | 015       | Butte         | 1891     | Holt County und Indianerland                      | James E. Boyd (1834–1906) – achter Gouverneur von Nebraska (1892–1893)                                                                   | 2.099          | 1.399 km²  |       |
| Brown        | 017       | Ainsworth     | 1883     | Indianerland                                      | Benannt nach der Familie Brown, den ersten weißen Siedlern der Region                                                                    | 3.145          | 3.163 km²  |       |
| Buffalo      | 019       | Kearney       | 1855     | Indianerland                                      | Benannt nach den zahlreichen Büffeln (engl.: Buffalo), die die Region bevölkerten                                                        | 46.102         | 2.507 km²  |       |
| Burt         | 021       | Tekamah       | 1854     | Eines von neun Originalcountys                    | Francis Burt (1807–1854) – erster Gouverneur des Nebraska - Territoriums (1854)                                                          | 6.858          | 1.276 km²  |       |
| Butler       | 023       | David City    | 1856     | Greene County                                     | William Orlando Butler (1791–1880) – Abgeordneter des US - Repräsentantenhauses (1839–1843)                                              | 8.395          | 1.511 km²  |       |
| Cass         | 025       | Plattsmouth   | 1854     | Eines von neun Originalcountys                    | Lewis Cass (1782–1866) – Außenminister der USA (1857–1860)                                                                               | 25.241         | 1.448 km²  |       |
| Cedar        | 027       | Hartington    | 1857     | Dixon County und Pierce County                    | Benannt nach dem im County häufig vorkommenden Wacholder (fälschlich als Zeder bezeichnet)                                               | 8.852          | 1.917 km²  |       |
| Chase        | 029       | Imperial      | 1873     | Indianerland                                      | Champion S. Chase (1820–1898) – erster Attorney General (etwa mit einem Justizminister vergleichbar) von Nebraska (1867–1869)            | 3.966          | 2.317 km²  |       |
| Cherry       | 031       | Valentine     | 1883     | Indianerland                                      | Samuel A. Cherry – Leutnant des US - Heeres, der in den Indianerkriegen fiel                                                             | 5.713          | 15.437 km² |       |
| Cheyenne     | 033       | Sidney        | 1867     | Indianerland                                      | Benannt nach dem Volk der Cheyenne | 9.998          | 3.099 km²  |       |
| Clay         | 035       | Clay Center   | 1855     | Indianerland                                      | Henry Clay (1777–1852) – Außenminister der USA (1825–1829)                                                                               | 6.542          | 1.484 km²  |       |
| Colfax       | 037       | Schuyler      | 1869     | Platte County                                     | Schuyler Colfax (1823–1885) – 17. Vizepräsident der USA (1869–1873)                                                                      | 10.515         | 1,070 km²  |       |
| Cuming       | 039       | West Point    | 1855     | Burt County                                       | Thomas B. Cuming (1827–1858) – Gouverneur des Nebraska - Territoriums (1854–1855, 1857–1858)                                             | 9.139          | 1.481 km²  |       |
| Custer       | 041       | Broken Bow    | 1877     | Indianerland                                      | George Armstrong Custer (1839–1876) – General des Unionsheeres im Bürgerkrieg, fiel später in der Schlacht am Little Bighorn             | 10.939         | 6.671 km²  |       |
| Dakota       | 043       | Dakota City   | 1855     | Burt County                                       | Benannt nach dem Volk der Dakota | 21.006         | 683 km²    |       |
| Dawes        | 045       | Chadron       | 1885     | Sioux County                                      | James W. Dawes (1844–1918) – fünfter Gouverneur von Nebraska (1883–1887)                                                                 | 9.182          | 3.616 km²  |       |
| Dawson       | 047       | Lexington     | 1860     | Indianerland                                      | John Littleton Dawson (1813–1870) – Abgeordneter des Repräsentantenhauses der USA (1851–1855, 1863–1867)                                 | 24.326         | 2.623 km²  |       |
| Deuel        | 049       | Chappell      | 1888     | Cheyenne County                                   | nach Harry Porter Deuel (1836–1914), einem Eisenbahnmanager aus Omaha                                                                    | 1.941          | 1.139 km²  |       |
| Dixon        | 051       | Ponca         | 1856     | Blackbird County, Izard County und Indianerland   | Benannt nach der Familie Dixon, den ersten weißen Siedlern der Region                                                                    | 6.000          | 1.234 km²  |       |
| Dodge        | 053       | Fremont       | 1854     | Eines von neun Originalcountys                    | Augustus C. Dodge (1812–1883) – US - Senator von Iowa (1848–1855) und Unterstützer des Kansas - Nebraska Act                             | 36.691         | 1.384 km²  |       |
| Douglas      | 055       | Omaha         | 1854     | Eines von neun Originalcountys                    | Stephen A. Douglas (1813–1861) – US - Senator von Illinois (1847–1861) und Präsidentschaftskandidat im Jahr 1860                         | 517.110        | 857 km²    |       |
| Dundy        | 057       | Benkelman     | 1873     | Indianerland                                      | Elmer Scipio Dundy (1830–1896) – Richter am höchsten Gericht des Nebraska - Territoriums (1858–1862)                                     | 2.008          | 2.382 km²  |       |
| Fillmore     | 059       | Geneva        | 1856     | Jackson County und Indianerland                   | Millard Fillmore (1800–1874) – 13. Präsident der USA (1850–1853)                                                                         | 5.890          | 1.493 km²  |       |
| Franklin     | 061       | Franklin      | 1867     | Kearney County                                    | Benjamin Franklin (1706–1790) – Staatsmann und einer der Gründerväter der USA                                                            | 3.225          | 1.492 km²  |       |
| Frontier     | 063       | Stockville    | 1872     | Indianerland                                      | Benannt nach der damaligen Grenze zum Indianerland                                                                                       | 2.756          | 2.524 km²  |       |
| Furnas       | 065       | Beaver City   | 1873     | Indianerland                                      | Robert Wilkinson Furnas (1824–1905) – dritter Gouverneur von Nebraska (1873–1875)                                                        | 4.959          | 1.860 km²  |       |
| Gage         | 067       | Beatrice      | 1855     | Indianerland                                      | William D. Gage – ein methodistischer Geistlicher, der Kaplan des ersten Parlaments von Nebraska war                                     | 22.311         | 2.215 km²  |       |
| Garden       | 069       | Oshkosh       | 1910     | Deuel County                                      | Benannt nach der Hoffnung zweier Immobilienmakler, dass das County der Garten des Westens werden möge                                    | 2.057          | 4.414 km²  |       |
| Garfield     | 071       | Burwell       | 1884     | Wheeler County                                    | James A. Garfield (1831–1881) – 29. Präsident der USA (1881)                                                                             | 2.049          | 1.476 km²  |       |
| Gosper       | 073       | Elwood        | 1873     | Indianerland                                      | John Gosper (1842–1913) – Secretary of State von Nebraska (1873–1875)                                                                    | 2.044          | 1.187 km²  |       |
| Grant        | 075       | Hyannis       | 1887     | Indianerland                                      | Ulysses S. Grant (1822–1885) – Oberbefehlshaber des Unionsheeres im Amerikanischen Bürgerkrieg, später 18. Präsident der USA (1869–1877) | 614            | 2.010 km²  |       |
| Greeley      | 077       | Greeley       | 1871     | Indianerland                                      | Horace Greeley (1811–1872) – Zeitungsverleger und Abgeordneter des US - Repräsentantenhauses (1848–1849)                                 | 2.538          | 1.476 km²  |       |
| Hall         | 079       | Grand Island  | 1858     | Indianerland                                      | Augustus Hall (1814–1861) – Abgeordneter des US - Repräsentantenhauses (1855–1857)                                                       | 58.607         | 1.415 km²  |       |
| Hamilton     | 081       | Aurora        | 1867     | Indianerland                                      | Alexander Hamilton (1755 oder 1757–1804) – einer der Gründerväter der USA                                                                | 9.124          | 1.408 km²  |       |
| Harlan       | 083       | Alma          | 1871     | Kearney County                                    | James Harlan (1820–1899) – Innenminister der USA (1865–1866)                                                                             | 3.423          | 1.432 km²  |       |
| Hayes        | 085       | Hayes Center  | 1877     | Indianerland                                      | Rutherford B. Hayes (1822–1893) – 19. Präsident der USA (1877–1881)                                                                      | 967            | 1.847 km²  |       |
| Hitchcock    | 087       | Trenton       | 1873     | Indianerland                                      | Phineas Warren Hitchcock (1831–1881) – US - Senator von Nebraska (1871–1877)                                                             | 2.908          | 1.839 km²  |       |
| Holt         | 089       | O’Neill       | 1860     | Indianerland                                      | Joseph Holt (1807–1894) – Judge Advocate General (1862–1875)                                                                             | 10.435         | 5,249 km²  |       |
| Hooker       | 091       | Mullen        | 1889     | Indianerland                                      | Joseph Hooker (1814–1879) – General des Unionsheeres im Amerikanischen Bürgerkrieg                                                       | 736            | 1.668 km²  |       |
| Howard       | 093       | Saint Paul    | 1871     | Hall County                                       | Oliver Otis Howard (1830–1909) – General des Unionsheeres im Amerikanischen Bürgerkrieg                                                  | 6.274          | 1.475 km²  |       |
| Jefferson    | 095       | Fairbury      | 1856     | Indianerland                                      | Thomas Jefferson (1743–1826) – dritter Präsident der USA                                                                                 | 7.547          | 1.484 km²  |       |
| Johnson      | 097       | Tecumseh      | 1857     | Nemaha County und Otoe County                     | Richard Mentor Johnson (1780–1850) – neunter Vizepräsident der USA (1837–1841)                                                           | 5.217          | 974 km²    |       |
| Kearney      | 099       | Minden        | 1860     | Indianerland                                      | Benannt nach Fort Kearny – 1848 gegründeter Außenposten                                                                                  | 6.489          | 1.337 km²  |       |
| Keith        | 101       | Ogallala      | 1873     | Indianerland                                      | M. C. Keith – zur damaligen Zeit der Besitzer einer der größten Ranches im westlichen Nebraska                                           | 8.368          | 2.749 km²  |       |
| Keya Paha    | 103       | Springview    | 1884     | Brown County und Indianerland                     | Dakota-Wort Ké-ya Pa-há Wa-kpá, was etwa Schildkrötenhügelfluss bedeutet                                                                 | 824            | 2.003 km²  |       |
| Kimball      | 105       | Kimball       | 1888     | Cheyenne County                                   | Thomas L. Kimball, ein Führungsmitglied der Union Pacific Railroad                                                                       | 3.821          | 2.465 km²  |       |
| Knox         | 107       | Center        | 1857     | Pierce County und Indianerland                    | Henry Knox (1750–1806) – erster US - Kriegsminister (1789–1794)                                                                          | 8.701          | 2.870 km²  |       |
| Lancaster    | 109       | Lincoln       | 1855     | Cass County und Pierce County                     | Benannt nach den Städten Lancaster in Pennsylvania und Lancaster in England                                                              | 285.407        | 2.173 km²  |       |
| Lincoln      | 111       | North Platte  | 1860     | Indianerland                                      | Abraham Lincoln (1809–1865) – 16. Präsident der USA (1861–1865)                                                                          | 36.288         | 6.641 km²  |       |
| Logan        | 113       | Stapleton     | 1885     | Indianerland                                      | John A. Logan (1826–1886) – General der Unionstruppen im Amerikanischen Bürgerkrieg, später US - Senator von Illinois (1871–1877)        | 763            | 1.478 km²  |       |
| Loup         | 115       | Taylor        | 1863     | Indianerland                                      | Loup River – durchfließt das County | 632            | 1.476 km²  |       |
| Madison      | 119       | Madison       | 1856     | Loup County und McNeale County sowie Indianerland | James Madison (1751–1836) – vierter Präsident der USA (1809–1817)                                                                        | 34.876         | 1.483 km²  |       |
| McPherson    | 117       | Tryon         | 1867     | Indianerland                                      | James B. McPherson (1828–1864) – zweitranghöchster General der Unionstruppen, der im Amerikanischen Bürgerkrieg fiel                     | 539            | 2.225 km²  |       |
| Merrick      | 121       | Central City  | 1858     | Polk County und Indianerland                      | Elvira Merrick – Ehefrau von Henry W. DePuy, einem Abgeordneten in Nebraska                                                              | 7.845          | 1.256 km²  |       |
| Morrill      | 123       | Bridgeport    | 1908     | Cheyenne County                                   | Charles Henry Morrill (1843–1928) – Geschäftsmann aus Nebraska                                                                           | 5.042          | 3.687 km²  |       |
| Nance        | 125       | Fullerton     | 1879     | Pawnee-Reservation                                | Albinus Nance (1848–1911) – Gouverneur von Nebraska (1879–1883)                                                                          | 3.735          | 1.143 km²  |       |
| Nemaha       | 127       | Auburn        | 1854     | Eines von neun Originalcountys                    | Nimaha, das Oto-Wort für sumpfiges Wasser                                                                                                | 7.248          | 1.060 km²  |       |
| Nuckolls     | 129       | Nelson        | 1860     | Indianerland                                      | Stephen Friel Nuckolls (1825–1879) – Abgeordneter des US - Repräsentantenhauses (1869–1871)                                              | 4.500          | 1.490 km²  |       |
| Otoe         | 131       | Nebraska City | 1854     | Eines von neun Originalcountys                    | Benannt nach dem Volk der Oto | 15.740         | 1.595 km²  |       |
| Pawnee       | 133       | Pawnee City   | 1855     | Richardson County                                 | Benannt nach dem Volk der Pawnee | 2.773          | 1.118 km²  |       |
| Perkins      | 135       | Grant         | 1887     | Kieth County                                      | Charles E. Perkins – Präsident der CB&Q - Railroad                                                                                       | 2.970          | 2.287 km²  |       |
| Phelps       | 137       | Holdrege      | 1873     | Kearney County                                    | William Phelps – ehemaliger Dampfschiffkapitän auf dem Mississippi, mutmaßlich der erste weiße Siedler der Gegend                        | 9.188          | 1.399 km²  |       |
| Pierce       | 139       | Pierce        | 1856     | Izard County, McNeale County und Indianerland     | Franklin Pierce (1804–1869) – 14. Präsident der USA (1853–1857)                                                                          | 7.266          | 1.486 km²  |       |
| Platte       | 141       | Columbus      | 1856     | Greene County und Loup County                     | Platte River | 32.237         | 1.756 km²  |       |
| Polk         | 143       | Osceola       | 1856     | York County und Indianerland                      | James K. Polk (1795–1849) – elfter Präsident der USA (1845–1849)                                                                         | 5.406          | 1.137 km²  |       |
| Red Willow   | 145       | McCook        | 1873     | Indianerland                                      | Benannt nach dem Red Willow Creek, der das County durchfließt                                                                            | 11.055         | 1.856 km²  |       |
| Richardson   | 147       | Falls City    | 1854     | Eines von neun Originalcountys                    | William Alexander Richardson (1811–1875) – Gouverneur des Nebraska - Territoriums (1858)                                                 | 8.363          | 1.433 km²  |       |
| Rock         | 149       | Bassett       | 1885     | Brown County                                      | Häufig vorkommende Felsen (engl.: Rocks) im County                                                                                       | 1.526          | 2.612 km²  |       |
| Saline       | 153       | Wilber        | 1867     | Indianerland                                      | Benannt nach den Salzvorkommen in der Gegend                                                                                             | 14.200         | 1.490 km²  |       |
| Sarpy        | 153       | Papillion     | 1867     | Cass County und Douglas County                    | Peter Abadie Sarpy (1804–1865) – Pelzhändler und Unternehmer im Dienste der Union                                                        | 158.840        | 3.297 km²  |       |
| Saunders     | 155       | Wahoo         | 1856     | Douglas County und Lancaster County               | Alvin Saunders (1817–1899) – letzter Gouverneur des Nebraska - Territoriums (1861–1867)                                                  | 20.780         | 1.053 km²  |       |
| Scotts Bluff | 157       | Gering        | 1888     | Cheyenne County                                   | Scotts Bluff National Monument | 36.970         | 1.915 km²  |       |
| Seward       | 159       | Seward        | 1855     | Cass County und Pierce County                     | William H. Seward (1801–1872) – 24. Außenminister der USA (1861–1869)                                                                    | 16.750         | 1.489 km²  |       |
| Sheridan     | 161       | Rushville     | 1885     | Sioux County                                      | Philip Sheridan (1831–1888) – General des Unionsheeres im Bürgerkrieg                                                                    | 5.469          | 6.322 km²  |       |
| Sherman      | 163       | Loup City     | 1871     | Buffalo County und Indianerland                   | William T. Sherman (1820–1891) – bekannter General des Unionsheeres im Bürgerkrieg                                                       | 3.152          | 1.466 km²  |       |
| Sioux        | 165       | Harrison      | 1877     | Indianerland                                      | Benannt nach dem Volk der Sioux | 1.311          | 5.352 km²  |       |
| Stanton      | 167       | Stanton       | 1855     | Izard County                                      | Edwin M. Stanton (1814–1869) – Kriegsminister der USA (1862–1868)                                                                        | 6.129          | 1.113 km²  |       |
| Thayer       | 169       | Hebron        | 1871     | Jefferson County                                  | John M. Thayer (1820–1906) – siebter Gouverneur von Nebraska (1887–1892)                                                                 | 5.228          | 1.488 km²  |       |
| Thomas       | 171       | Thedford      | 1887     | Indianerland                                      | George Henry Thomas (1816–1870) – General des Unionsheeres im Bürgerkrieg                                                                | 647            | 1.846 km²  |       |
| Thurston     | 173       | Pender        | 1889     | Blackbird County                                  | John Mellen Thurston (1847–1916) – von 1895 bis 1901 US-Senator von Nebraska                                                             | 6.940          | 1.020 km²  |       |
| Valley       | 175       | Ord           | 1871     | Indianerland                                      | Benannt nach häufig in der Region vorkommenden Tälern                                                                                    | 4.260          | 1.471 km²  |       |
| Washington   | 177       | Blair         | 1854     | Eines von neun Originalcountys                    | George Washington (1732–1799) – erster Präsident der USA (1789–1797)                                                                     | 20.234         | 1.011 km²  |       |
| Wayne        | 179       | Wayne         | 1867     | Indianerland                                      | Anthony Wayne (1745–1796) – General der Kontinentalarmee im Amerikanischen Unabhängigkeitskrieg                                          | 9.595          | 1.148 km²  |       |
| Webster      | 181       | Red Cloud     | 1867     | Indianerland                                      | Daniel Webster (1782–1852) – US-Senator (1845–1850) und Außenminister der USA (1850–1852)                                                | 3.812          | 1.489 km²  |       |
| Wheeler      | 183       | Bartlett      | 1877     | Indianerland                                      | Daniel H. Wheeler – früherer Landwirtschaftsminister von Nebraska                                                                        | 818            | 1.490 km²  |       |
| York         | 185       | York          | 1855     | Cass und Pierce County sowie Indianerland         | Entweder York in England oder York County in Pennsylvania                                                                                | 13.665         | 1.491 km²  |       |